# Anton Aigner
Anton Aigner (9. června 1844 Frýdlant – 25. dubna 1912 Frýdlant) byl rakouský a český politik německé národnosti, na přelomu 19. a 20. století poslanec Českého zemského sněmu, starosta Frýdlantu.

## Biografie
Pocházel z rodiny frýdlantského cukráře. Vystudoval základní školu a pak se vyučil řemeslu svého otce, které vykonával vedl svých veřejných a politických aktivit až do své smrti. Od roku 1876 zasedal v obecní samosprávě, kde se postupně profiloval jako předák radikální opozice. V roce 1889 se stal městským radním a od konce 90. let byl starostou Frýdlantu.
V 90. letech 19. století se zapojil i do zemské politiky. Ve volbách v roce 1895 byl zvolen v městské kurii (volební obvod Frýdlant) do Českého zemského sněmu. Uvádí se jako německý nacionál (takzvaná Německá lidová strana). Do sněmu byl zvolen velkou většinou. Ve volbách v roce 1901 ustoupil jinému kandidátovi a na zemský sněm se již nevrátil. Věnoval se pak výlučně komunální politice.
Jeho dcera byla manželkou známého českoněmeckého architekta Rudolfa Bitzana.
Zemřel v dubnu 1912.